# Llanura de Siberia Occidental
La llanura de Siberia Occidental (en ruso: Западно-Сибирская равнина) es una gran llanura que ocupa la parte occidental de Siberia, que ha sido descrita como la mayor extensión de tierras bajas ininterrumpidas del mundo: más de la mitad de su superficie está a menos de 100 m sobre el nivel del mar.
Cubre un área de 2.700.000 km² (la tercera parte de Siberia), y se extiende, en dirección N-S, 2500 km, desde el océano Ártico hasta el macizo de Altái, los montes Sayanes y las montañas Baikal; y, en dirección E-O, 1900 km, desde el río Yeniséi a los montes Urales. 
La llanura tiene ocho regiones con vegetación diferente: tundra, bosque-tundra, taiga septentrional, taiga media, taiga meridional, bosques de sub-taiga, bosque-estepa, y estepa. El número de especies animales en la llanura de Siberia Occidental va desde unas 107 en la tundra a 278 o más en la región de bosque-estepa. 
Los principales ríos de la llanura de Siberia Occidental son el río Obi, el Irtysh, y el Yeniséi. Dado que todos estos ríos desaguan en dirección norte hacia el Ártico, en la primavera comienzan a deshelar las partes más meridionales que no pueden desaguar dado que las partes más al norte aún se mantienen heladas y por ello todos estos ríos se desbordan anegando amplias zonas próximas, dejando grandes lagos y pantanos. Es una de las mayores zonas pantanosas del mundo (se cree que el mayor pantano individual del mundo son los pantanos de Vasiugán, con un área de 51.600 km²), lo que hacen la región muy poco apropiada para la agricultura. Las principales ciudades de la región son Surgut y Nizhnevártovsk. Los inviernos en la llanura de Siberia Occidental son duros y largos, con un clima subártico o continental. 
Hay grandes reservas de petróleo y gas natural. La mayor parte de la producción de petróleo y gas se extrajo de esta zona durante las décadas de 1970 y 1980.

## Geografía
La llanura de Siberia Occidental se encuentra al este de los montes Urales, principalmente en el territorio de Rusia. Es una de las grandes regiones de Rusia y ha sido descrita como la mayor llanura ininterrumpida del mundo de tierras bajas - más del 50% está a menos de 100 m sobre el nivel del mar—y cubre un área de unos 2,6 a 2,7 millones de km2 que es aproximadamente un tercio de Siberia. Se extiende de norte a sur a lo largo de 2500 kilómetros (1553,4 mi), alcanzando su máxima anchura de 1500 kilómetros (932,1 mi) en su parte sur. desde el océano Ártico hasta las estribaciones de los montes Altái, y de este a oeste durante 1900 kilómetros (1180,6 mi) desde los montes Urales hasta el Yeniséi. Además del Yeniséi, otros ríos principales de la llanura Siberiana Occidental son, de oeste a este, el Irtysh, el Ob, el Nadym, el Pur y el Taz. Hay muchos lagos y pantanos y grandes regiones de las llanuras se inundan en primavera.
El largo río Yeniséi fluye ampliamente de sur a norte, una distancia de 3.530 km hasta el océano Ártico, donde descarga más de 20 millones de litros de agua por segundo en su desembocadura. Junto con su afluente Angará, los dos ríos fluyen 5.530 km. El valle formado por el Yeniséi actúa como una línea divisoria aproximada entre la llanura de Siberia Occidental y la meseta de Siberia Central. Los montes Uvales es una región de colinas bajas que se extiende de este a oeste por la llanura. Los depósitos glaciares se extienden hasta el sur de la confluencia Ob-Irtysh, formando ocasionales colinas y crestas bajas, incluyendo la Meseta de Ob en el sur, pero, por lo demás, la llanura es sumamente plana y sin rasgos característicos. La Llanura de Ishim y la Llanura de Baraba en el sur son importantes zonas agrícolas. Hay lagos salados en la Llanura de Kulunda, que se extiende hacia el sur en Kazajistán y está limitada al sur por las Colinas de Kokshetau.
La llanura de Siberia Occidental es muy pantanosa y los suelos son en su mayoría turba e histosols y, en la parte septentrional sin árboles, gelisols. es una de las zonas más grandes del mundo de turberas, que se caracterizan por bog levantados. El pantano de Vasiugán, una de las mayores turberas elevadas del mundo, cubre aproximadamente 51.600km2. Hay numerosos lagos en los vastos pantanos interfluviales de la llanura aluvial de Ob-Taz.

## Geología

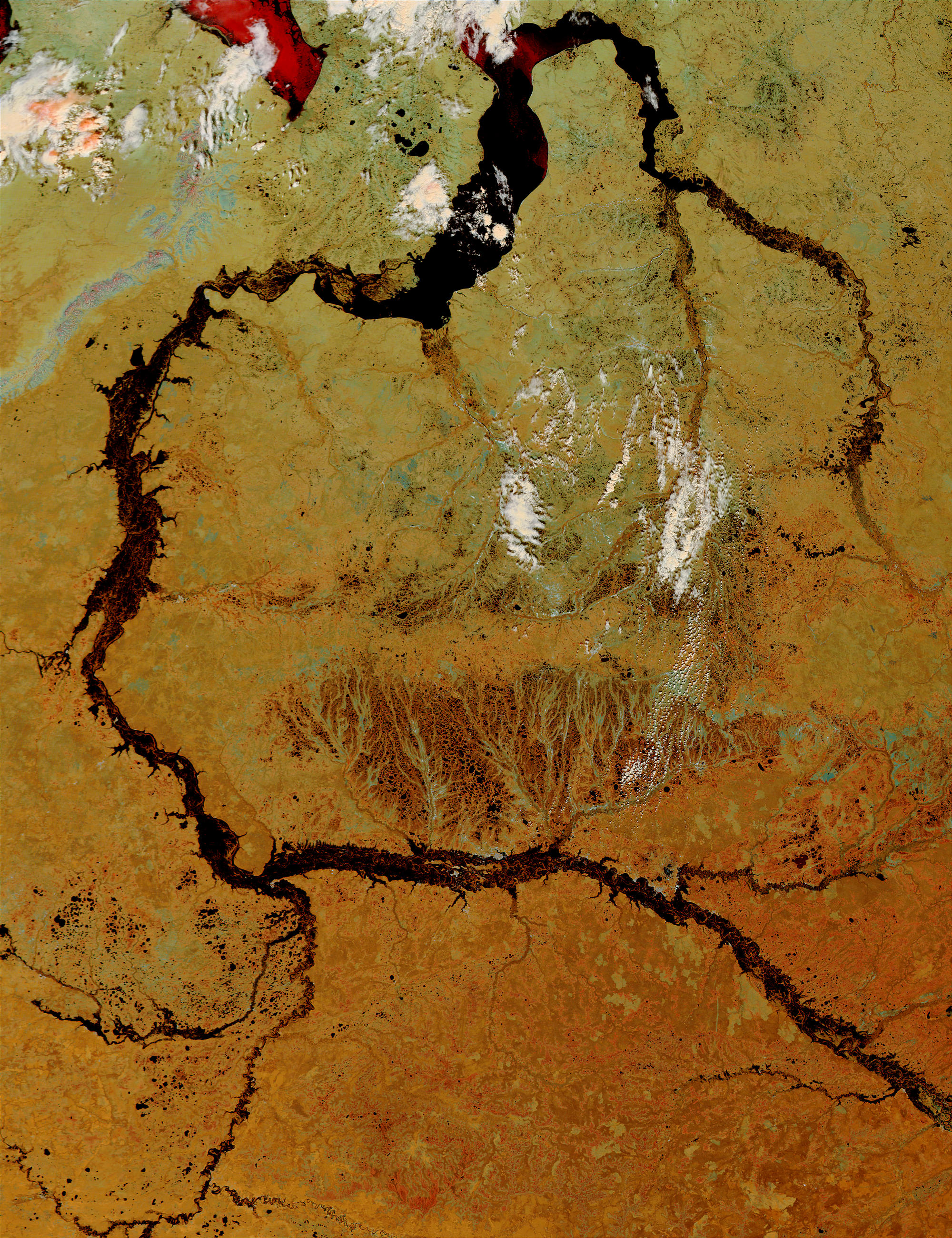
Llanura de Siberia occidental. Cruz de los ríos Taz y Obi.

Las tierras bajas de Siberia Occidental se componen principalmente de depósitos aluviales del Cenozoico y es extremadamente plana. Un aumento del nivel del mar de cincuenta metros provocaría la inundación de toda la tierra entre el océano Ártico y el río Ob-Confluencia de Irtysh cerca de Khanty-Mansiysk (véase también Estrecho de Turgai, Lago glacial de Siberia Occidental). Es una parte de la corteza terrestre que ha sufrido un hundimiento prolongado y está formada por depósitos horizontales que datan de hace 65 millones de años. Muchos de los depósitos en esta llanura son el resultado de las represas de hielo que invirtieron el curso de los ríos Ob y Yenisei, desviándolos hacia el mar Caspio, y quizás también en el mar de Aral.

## Flora y fauna
La llanura tiene ocho regiones de vegetación distintas: tundra, bosque-tundra, taiga septentrional, taiga media, taiga meridional, bosque subtaiga, bosque-estepa y estepa. El número de especies animales en la llanura de Siberia Occidental oscila entre al menos 107 en la tundra y 278 o más en la región de bosque-estepa. En el sur de la llanura, donde el permafrost está en gran parte ausente, los ricos pastizales que son una extensión de la estepa kazaja formaban la vegetación original, que a principios del siglo XXI había sido talada casi en su totalidad.

### Flora
La llanura de Siberia Occidental, tiene una flora diversa influenciada por su vasta extensión y condiciones climáticas variables. A continuación se presenta una visión general de la flora que se encuentra en diferentes partes de la llanura:
Zonas de Taiga y Tundra del Norte
En la tundra son comunes los musgos y líquenes, entre los arbustos enanos se incluyen especies como el sauce ártico y el abedul enano, en cuanto a pastos y ciperáceas están adaptados al frío y a la corta temporada de crecimiento.
En la taigo o bosque boreal, se observan numerosas especies de árboles de coníferas predominantemente alerce siberiano, pino siberiano y abeto; en cuanto a árboles de hojas caducas se encuentran abedules y álamos. La vegetación del Sotobosque incluye musgos, líquenes y arbustos como el arándano y el arándano rojo.
Zonas de Taiga Central y Estepa Boscosa
En la zona de bosques mixtos los árboles son una mezcla de alerce siberiano, pino, abedul y álamo. También hay arbustos como el a avellano y varios arbustos de bayas; el suelo está cubierto por helechos, pastos y flores silvestres.
En la zona de etepa boscosa hay bosques de abedul y álamo. Las especies de pastos altos típicos de las regiones de estepa, se encuentran numerosas especies de flores silvestres que incluyen especies como lupino, botón de oro y varias compuestas.
Zonas de Estepa y Semi-Desierto del Sur
En la estepa, los pastos mayormente son estipa, festuca y trigo silvestre; también se encuentran hierbas y flores silvestres tales como el ajenjo, artemisia y varias leguminosas. Los arbustos incluyen caragana y otras especies resistentes a la sequía.
En el semi-desierto se encuentran arbustos resistentes a la sequía que incluye atriplex y otras plantas halófitas (tolerantes a la sal); los pastos son escasos, con especies adaptadas a condiciones áridas. Algunas áreas pueden tener plantas suculentas adaptadas a condiciones secas.
Humedales y Zonas Ribereñas
Juncos, cañas y ciperáceas habitan en áreas pantanosas. Los bosques de la llanura aluvial incluyen sauces, alisos y álamos a lo largo de ríos y arroyos. En las turberas hay musgos de esfagno y otras plantas adaptadas a pantanos.

### Fauna
La Llanura de Siberia Occidental, una de las mayores áreas planas del mundo, cuenta con una diversa gama de fauna adaptada a sus diversas zonas climáticas y ecológicas.
Entre los mamíferos que habitan la llanura se encuentran el reno (Rangifer tarandus), habitante de las zonas de tundra y taiga, los renos están bien adaptados a climas fríos y son una especie esencial para los pueblos indígenas de Siberia; el oso pardo (Ursus arctos) que Habita hn los bosques de la taiga, alimentándose de una dieta variada que incluye peces, bayas y pequeños mamíferos; el tigre de Siberia (Panthera tigris altaica) aunque más común en el Lejano Oriente ruso, ocasionalmente se puede encontrar en las partes meridionales de la Llanura de Siberia Occidental; el alce (Alces alces) es común en las áreas boscosas de la taiga; el glotón (Gulo gulo) un depredador solitario y elusivo, los glotones se encuentran en la taiga norte y las zonas de tundra; el zorro ártico (Vulpes lagopus) encontrado en la tundra, estos zorros están adaptados a ambientes fríos y tienen un pelaje grueso para soportar el clima severo; y la marta (Martes zibellina) un pequeño mamífero carnívoro valorado por su piel, las poblaciones de marta prosperan en la taiga.
En cuanto a aves, se destacan la grulla siberiana (Leucogeranus leucogeranus) una especie en peligro de extinción, estas grullas se reproducen en los humedales de la Llanura de Siberia Occidental; el cisne cantor (Cygnus cygnus) habitante de lagos y humedales, estos cisnes son conocidos por sus distintivos llamados de canto; el búho nival (Bubo scandiacus) predominantemente encontrado en la tundra, los búhos nivales están bien camuflados contra la nieve: el águila de cola blanca (Haliaeetus albicilla) una gran ave de presa, comúnmente vista cerca de grandes cuerpos de agua en la región.
En los ríos se encuentran peces como el esturión siberiano (Acipenser baerii) encontrado en el sistema fluvial Ob-Irtysh, estos peces antiguos son notables por su importancia económica; y el lucio del norte (Esox lucius) un depredador común en los lagos y ríos de agua dulce de la llanura.
La lagartija vivípara (Zootoca vivipara) es uno de los pocos reptiles que puede sobrevivir en los climas más fríos de la taiga norte y la tundra; la salamandra siberiana (Salamandrella keyserlingii) puede sobrevivir al frío extremo, con la capacidad de congelarse durante el invierno y descongelarse en primavera.
La polilla de la seda siberiana (Dendrolimus sibiricus) encontrada en la taiga, las larvas de esta polilla pueden causar daños significativos a los bosques de coníferas.